# Vaush
Ian Kochinski (Los Angeles, 14 de fevereiro de 1994), mais conhecido como Vaush, é um YouTuber e streamer da Twitch americano, conhecido principalmente por suas discussões e debates políticos a partir de uma perspectiva socialista libertária.

## Vida pessoal
Kochinski nasceu em 14 de fevereiro de 1994 em Los Angeles. Ele é descendente de irlandeses e poloneses. Ele estudou sociologia na Humboldt State University onde recebeu seu bacharelato em 2018. Além disso, ele se identifica como pansexual.